# Quatuor Keller
Le Quatuor Keller est un quatuor à cordes hongrois actif entre 1986 et 2016.

## Historique
Le Quatuor Keller est un quatuor à cordes fondé en 1986 à Budapest, qui réunit à l'origine des jeunes musiciens de la Philharmonie nationale hongroise et de l'Orchestre du Festival de Budapest, étudiants à l'Académie de musique Franz-Liszt. La formation, qui porte le nom de son premier violon, András Keller, donne son premier concert à Budapest en 1987,,. 
Les membres de l'ensemble travaillent avec des personnalités telles que le chef d'orchestre András Mihály, le compositeur György Kurtág ou le violoniste Sándor Devich, avant de se perfectionner auprès de Sándor Végh. 
En 1990, le quatuor remporte les premiers prix des Concours internationaux de quatuors à cordes d'Évian et Paolo Borciani de Reggio Emilia,,,.  
Côté répertoire, le Quatuor Keller est réputé pour sa curiosité musicale, mêlant dans ses programmes œuvres du passé et partitions contemporaines, par exemple en intercalant des pièces de Kurtág dans L'Art de la fugue de Bach ou en mettant en relation le Choral quatuor de Jörg Widmann et Les Sept Dernières Paroles du Christ en croix de Haydn.  
En 1996, András Keller reçoit au nom du quatuor le prix Franz-Liszt.  
L'ensemble se produit en Europe, aux festivals de musique de Lockenhaus, de La Roque-d'Anthéron, de Schleswig-Holstein, de Lucerne, d'Édimbourg ou aux Proms, ainsi qu'aux États-Unis. Au cœur de son répertoire figurent des œuvres contemporaines ou l'intégrale des quatuors à cordes de Bartók, régulièrement donnée en concert.  
En raison du développement de la carrière de chef d'orchestre et de pédagogue de son premier violon, le Quatuor Keller cesse ses activités en 2016. La violoncelliste de l'ensemble, Judit Szabó, intègre pour sa part le Central European String Quartet.  

## Membres
Les membres du quatuor étaient :
- premier violon : András Keller ;
- second violon : János Pilz (1986-1990), György Ács (1990-1991), János Pilz (1991-), Zsófia Környei ;
- alto : Zoltán Gál ;
- violoncelle : Ottó Kertész (1986-1998), Judit Szabó (1998-2002), Péter Somodari (2002-2003), Judit Szabó (à partir de 2003).

Les musiciens jouaient un quatuor d'instruments modernes du luthier Stefan-Peter Greiner (en), mis à disposition par un mécène de Hambourg.

## Discographie
La discographie du Quatuor Keller est inaugurée en 1989 chez Hungaroton par un enregistrement Schubert (quatuors D. 810 et D. 703).
Suivent pour EMI une intégrale des quatuors de Bartók (grand prix du Disque allemand), les trois quatuors et le Sextuor « Souvenir de Florence » (avec Kim Kashkashian et Miklós Perényi) de Tchaïkovski, les quatuors de Debussy et de Ravel, les Quintette et Quatuor « américains » de Dvořák, et pour ECM Records L'Art de la fugue de Bach, les quatuors de Ligeti et ceux de Kurtág, l'Adagio de Samuel Barber, le Quintette avec piano d'Alfred Schnittke (avec Alexeï Lubimov), le Quatuor à cordes no 15 de Chostakovitch, des œuvres d'Alexandre Knaïfel et un album « Cantate e tranquillo »,.